# Kindergarten (Zeitschrift)
Kindergarten war eine der ersten deutschen Fachzeitschriften für Kleinkinderpädagogik. Sie wurde 1860 in Eisenach ins Leben gerufen und war das entscheidende Öffentlichkeitsorgan der deutschen Fröbelbewegung im 19. Jahrhundert.

## Geschichte
Gründungsmitglieder der Zeitschrift waren die Kindergarten- und Fröbelpädagogen Eleonore Heerwart, Julie Traberth, Auguste Möder, Franz Schmidt, Friedrich Seidel und August Köhler. Die erste Ausgabe erschien im April 1860, der Erscheinungsort war Weimar (im Böhlau Verlag) und die Redaktion bestand aus August Köhler, Franz Schmidt und Friedrich Seidel. Die monatlich erscheinende Zeitschrift, die sich schwerpunktmäßig an sämtliche Kindergärten, Bewahranstalten, Kleinkinderschulen und Elementarklassen in und außer Thüringen wandte, hieß: Kinder-Garten und Elementar-Klasse. In der ersten Nummer wurde die Aufhebung des Kindergartenverbots (1851–1860), dank der intensiven Bemühungen von Bertha Freifrau Marenholtz-Bülow und Wilhelm Adolf Lette, im Königreich Preußen bekannt gegeben. Vier Jahre später wurde die Zeitschrift umbenannt in Kinder-Garten Bewahr-Schule und Elementar-Klasse sowie ab 1871 in Kinder-Garten Bewahr-Anstalt und Elementar-Klasse. Im Jahre 1874 wurde sie als Fachorgan für den Allgemeinen Deutschen Fröbelverband gewählt. Ab 1899 erschien eine Fröbelbüste im Kopf des Titelblattes.

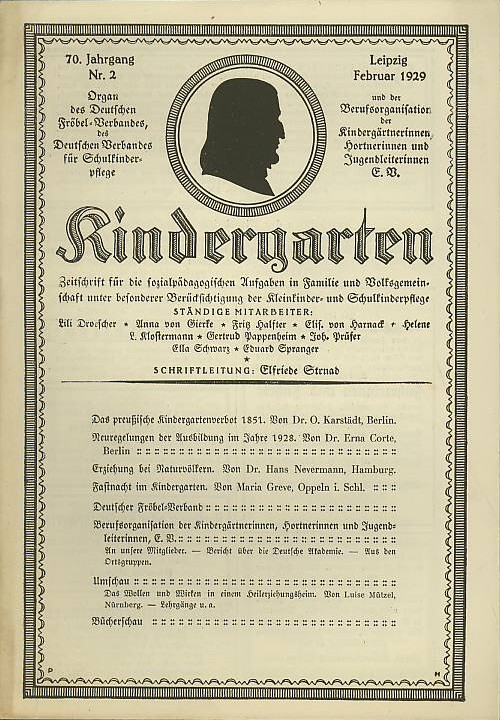
Kindergarten 1929

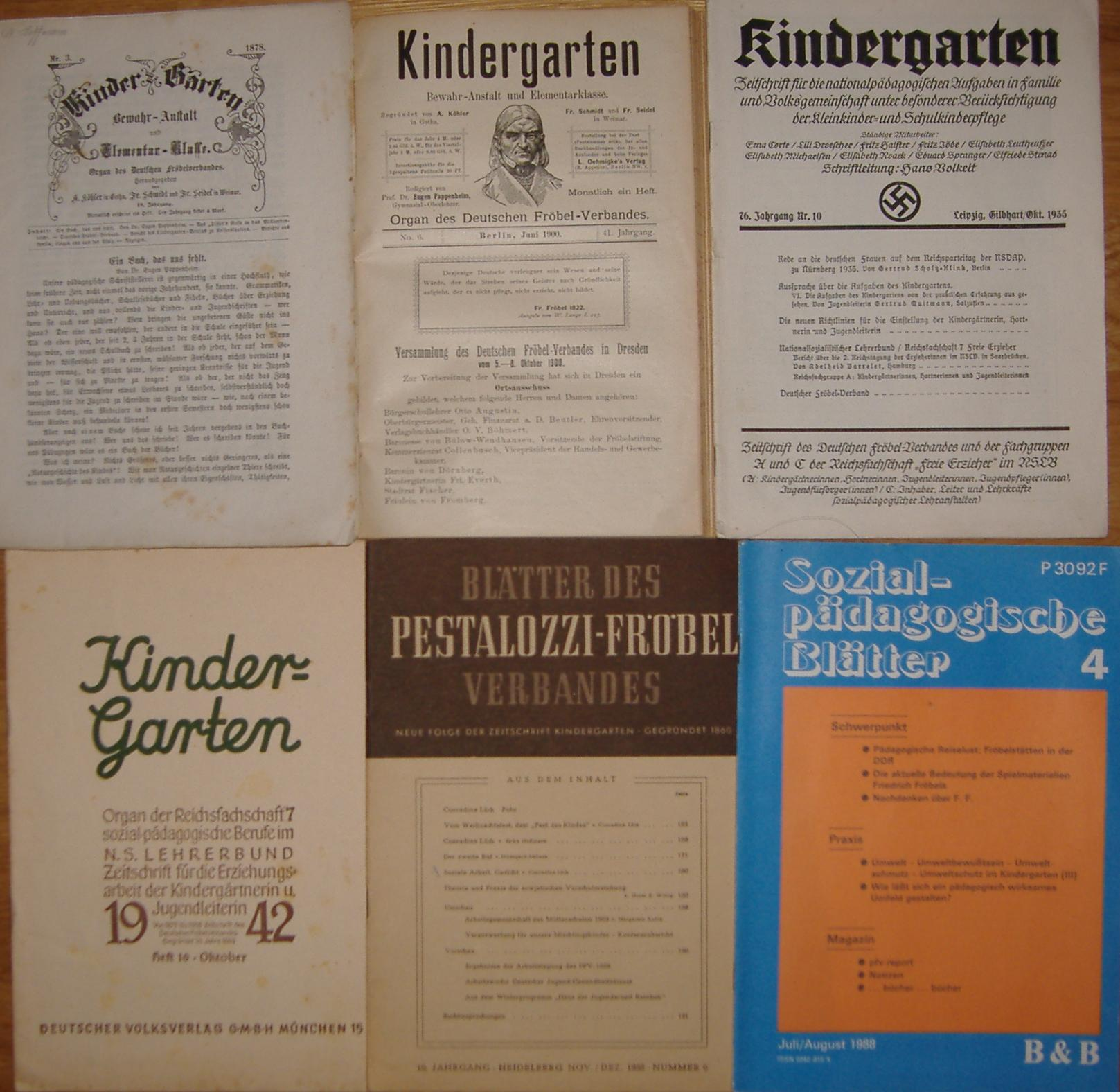
Die Fachzeitschrift im Wandel der Zeit; archiviert im Ida-Seele-Archiv

Die erste Nummer des Jahres 1905 trug schließlich nur noch den einfachen Titel Kindergarten, wobei die Untertitel im Laufe der Jahre sich ein wenig änderten. Mit folgenden Worten begründete die damalige Schriftleiterin, Gertrud Pappenheim, die Entscheidung für die Neuwahl des Titels:
Kindergarten, Zeitschrift für entwickelnde Erziehung in Familie, Kindergarten und Schule, wollen wir jetzt unsere Blätter nennen. Wenn wir nach nunmehr 46 Jahren daran gehen, den Titel ein wenig abzuändern, so geschieht es in der Absicht, durch diesen neuen Titel das Wesen der Zeitschrift recht eigentlich auszudrücken. Familie, Kindergarten und Schule, diese drei Erziehungsstätten sind es, welche sich jetzt – im Jahrhundert des Kindes – die Hand reichen wollen zur gemeinsamen Arbeit an den Kindern.
Kaisers Geburtstag im Kindergarten war Heftthema des Kindergarten anlässlich des 50. Geburtstages von Wilhelm II. am 19. Januar 1909. Den Kindergärtnerinnen empfahl u. a. das Fachorgan: Schmücken des Kaiserbildes mit Wintergrün und Fähnchen; Decken des Geburtstagtisches: Kissen mit Orden, 50 aufgestellte Lichter; Laterna magica mit patriotischen Liedern; Helme falten; Marschieren mit Musikinstrumenten; Zählen bis 50 und Abfeuern von 50 Böllerschüssen (durch Aufblasen leerer Tüten). Ein Jahr später feierte die Zeitschrift ihr 50-jähriges Jubiläum.
Heft 1 des Jahrgangs 1915 trug den Titel: Kindergarten Monatsschrift für entwickelnde Erziehung in Familie, Kindergarten, Hort und Schule und ab Heft 2 desgleichen Jahres war sie nicht nur das Organ des Deutschen Fröbelverbandes, sondern auch der Berufsorganisation der Kindergärtnerinnen und Hortnerinnen (E.V.). 1923 hieß sie: Kindergarten. Zeitschrift des Deutschen Fröbelverbandes, Mitteilungen der Berufsorganisation der Kindergärtnerinnen und Hortnerinnen und ein Jahr später: Kindergarten Zeitschrift für die sozialpädagogischen Aufgaben in Familie und Volksgemeinschaft unter besonderer Berücksichtigung der Kleinkinder- und Schulkinderpflege. Sechs Jahre später folgte erneut eine Veränderung des Untertitels in: Kindergarten Zeitschrift des Fröbelverbandes, des Deutschen Verbandes für Schulkinderpflege und der Berufsorganisation der Kindergärtnerinnen, Hortnerinnen und Jugendleiterinnen e. V.
Mit Beginn der Zeit des Nationalsozialismus änderte sich die Zeitschrift nicht nur inhaltlich, auch in der Gestaltung zeigte sich die nationalsozialistische Ausrichtung: ab dem Februarheft 1934 wurde das Titelblatt mit dem NS-Emblem (Hakenkreuz) dekoriert und die Aufrufe wurden ab diesem Zeitpunkt mit Heil Hitler unterschrieben. Seine jetzige Aufgabe definierte der Kindergarten. Zeitschrift für die nationalpolitischen Aufgaben in Familie und Volksgemeinschaft unter besonderer Berücksichtigung der Kleinkinder- und Schulkinderpflege folgendermaßen:
Die Fachzeitschrift 'Kindergarten' dient der weltanschaulich-politischen und weltanschaulich-fachlichen Schulung der sozialpädagogischen Kräfte. Sie hat für die nationalpolitische Ausrichtung dieser Erzieherinnen und ihrer gesamten Arbeit zu sorgen... Erziehungswissenschaftler und sozialpädagogische Praktiker, Psychologen und Ärzte, Volkskundler und die Vertreter zahlreicher Sondergebiete sollen in unserer Zeitschrift fruchtbar zusammenwirken im Dienste der einen großen Gefolgschaftserziehung, die den deutschen Menschen von frühester Kindheit an zu erfassen und zu formen hat.
Die weltanschaulich-politische Infiltrierung verdeutlicht folgender Praxisbericht von Hilde Murschhauser, einer Münchener Kindergartenleiterin, in der Rubrik Der 9. November in unserem Kindergarten:
Auch die kleine Schar vom Kindergarten durfte den 9. November feiern und erleben. Noch begeisterter als sonst kamen die Kinder als Hitlerjungen und Hitlermädchen in den Kindergarten; noch strammer als sonst grüßten sie 'Heil Hitler!'. Aus schönem roten Drachenpapier durfte jedes Kind ein Hakenkreuzfähnchen arbeiten... Wir saßen alle beisammen vor unserer schönen Hitlerecke. Die willensstarken, gütigen Augen des Führers blickten auf uns... Es war ein feierlicher Augenblick, als ich einen frischen Lorbeerkranz unter das Bild des Führers hängte. Ein ganz besonderes tüchtiges Kind, ein schneidiger, kleiner Hitlerjunge, durfte ein Silberband um den Kranz schlingen... Und dann erzählte ich von den Männern, die für uns erschossen worden sind – damit es uns gut gehen möge – damit wir und Deutschland leben mögen; ich erzählte von Hitler, von seinem Kampf, von seinem Mut, von seinen großen Taten. Dann zeigte ich ein Bild von der Feldherrnhalle, vom Mahnmal, von seinem denkwürdigen Platz, den wir Deutsche nie vergessen werden.
1938 wurde der Deutsche Fröbelverband aufgelöst. Seine Zeitschrift wurde unter dem Titel Kindergarten Organ der Reichsfachschaft 7 sozial-pädagogische Berufe im NSLB. Zeitschrift für Erziehungsarbeit der Kindergärtnerin und Jugendleiterin weitergeführt:
Während in den Jahren vor 1933 anspruchsvolle wissenschaftliche Beiträge aus Pädagogik, Psychologie und Psychoanalyse veröffentlicht wurden, nimmt die Verflachung nach dem Machtantritt sichtbar zu. Pädagogische Beiträge werden zugunsten propagandistischer Artikel mehr und mehr hintangestellt, um am Ende der 30er Jahre einen Seltenheitswert zu erreichen. In den Vordergrund treten nun Anleitungen zur mechanischen Beschäftigung der Kinder: Ratschläge für Basteleien, Handarbeit, Sport und zur Ausübung von Volksbräuchen beherrschen die Zeitschrift. In den Kriegsjahren wechseln sich die letztgenannten Beiträge mit kriegsbezogenen Aufsätzen (Kriegsspiele und -spielzeug, Wichtigkeit der Arbeit der Kindergärtnerin für den 'Endsieg', Durchhalteparolen) ab.
Ab April 1943 erschien das Fachorgan aus kriegsbedingten Gründen nur noch alle zwei Monate, seit 1944 unter dem Titel Kindergarten. Zeitschrift für die Erziehungsarbeit der Kindergärtnerinnen und Jugendleiterinnen. Die letzte Nummer kam im Februar 1944 heraus, mit nur noch wenigen Seiten. In dieser Ausgabe finden sich keine Hinweise, aus welchen Gründen das Fachorgan eingestellt wurde.
Im März 1949 kam die Fachzeitschrift zunächst kurzfristig unter der Bezeichnung Die Menschen-Erziehung auf den Markt; Schriftleitung: Conradine Lück. Die Zeitschrift wurde jedoch nicht weitergeführt. Stattdessen erschien der 1. Jahrgang der Blätter des Pestalozzi-Fröbel-Verbandes (Neue Zeitschrift 'Kindergarten', gegr. 1869). Letztgenannter Titel wurde 1976 in Sozialpädagogische Blätter, 1989 in Kinderzeit – Sozialpädagogische Blätter und später in Kinderzeit umbenannt.